# Provincia di Yalova
La provincia di Yalova (in turco Yalova ili) è una provincia della Turchia.

## Geografia fisica
La provincia di Yalova si trova nella regione di Marmara. Confina con le province di Kocaeli e Bursa.

## Storia
La provincia di Yalova è stata istituita nel 1995. Precedentemente era parte della provincia di Istanbul.

## Geografia antropica

### Suddivisioni amministrative

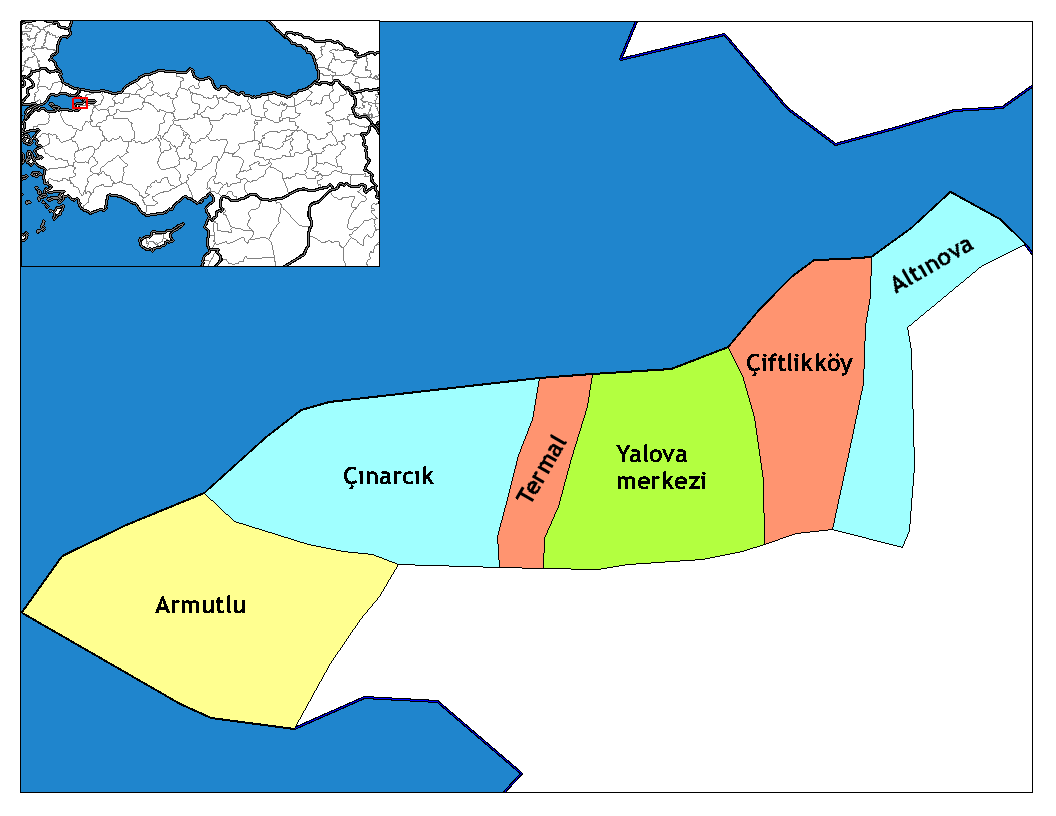
Distretti della provincia di Yalova

La provincia è divisa in 6 distretti: 	
- Yalova (centro)
- Altınova
- Armutlu
- Çiftlikköy
- Çınarcık
- Termal

Fanno parte della provincia 15 comuni e 45 villaggi.